# Hemigraphis kjellbergii
Hemigraphis kjellbergii är en akantusväxtart som beskrevs av Cornelis Eliza Bertus Bremekamp. Hemigraphis kjellbergii ingår i släktet Hemigraphis och familjen akantusväxter. Inga underarter finns listade i Catalogue of Life.